# لوران لافیت
لوران لافیت (فرانسوی: Laurent Lafitte‎؛ زادهٔ ۲۲ اوت ۱۹۷۳) یک هنرپیشه، و کمدین اهل فرانسه است. وی از سال ۱۹۹۲ میلادی تاکنون مشغول فعالیت بوده‌است. وی به خاطر ایفای نقش در فیلم دروغ‌های مصلحتی کوچک شهرت یافت.

## فیلم‌شناسی
- رودهای قرمز (۲۰۰۰)
- کمیسر لسکو (۲۰۰۳) (مجموعه تلویزیونی)
- دروغ‌های مصلحتی کوچک (۲۰۱۰)
- حالت نیلی (۲۰۱۲)
- توربو (۲۰۱۳) (صداپیشه)
- آستریکس: سرزمین خدایان (۲۰۱۴)
- شازده کوچولو (۲۰۱۵)
- بومرنگ (۲۰۱۵)
- او (۲۰۱۶)